# Port lotniczy Tefé
Port lotniczy Tefé (IATA: TFF, ICAO: SBTF) – port lotniczy położony w Tefé, w stanie Amazonas, w Brazylii.